# 圣公会圣保罗堂 (哈利法克斯)
圣公会圣保罗堂（英語：St. Paul's Church）是一座加拿大圣公会教堂，位于加拿大新斯科舍省哈利法克斯市中心，历史悠久的阅兵场（Grand Parade）的南端，其北端则是哈利法克斯市政厅。
圣保罗堂模仿了伦敦西敏市的玛丽伯恩教堂（Marybone Chapel）, 设计者是特拉法加廣場圣马田教堂的建筑师詹姆斯·吉布斯。 
圣保罗堂建于1749年，即哈利法克斯定居点建立的同一年，是加拿大现存最古老的新教教堂，以及哈利法克斯最古老的建筑物。它是加拿大的第二座新教教堂，仅次于紐芬蘭的圣施洗约翰座堂（1699年）。教堂下方有一个地下聖堂。教堂旁边是圣保罗堂墓地。
1981年，圣公会圣保罗堂公布为加拿大国家历史遗产。